# Камден-Пойнт (Міссурі)
Камден-Пойнт (англ. Camden Point) — місто (англ. city) в США, в окрузі Платт штату Міссурі. Населення — 457 осіб (2020).

## Географія
Камден-Пойнт розташований за координатами 39°27′15″ пн. ш. 94°44′55″ зх. д. / 39.45417° пн. ш. 94.74861° зх. д. (39.454155, -94.748521).  За даними Бюро перепису населення США в 2010 році місто мало площу 1,55 км², уся площа — суходіл.

## Демографія
Згідно з переписом 2010 року, у місті мешкали 474 особи в 174 домогосподарствах у складі 133 родин. Густота населення становила 305 осіб/км².  Було 189 помешкань (122/км²).
Расовий склад населення:
| - 98,1 % — білих - 0,6 % — чорних або афроамериканців - 0,4 % — корінних американців |

До двох чи більше рас належало 0,2 %. Частка іспаномовних становила 1,3 % від усіх жителів.
За віковим діапазоном населення розподілялося таким чином: 26,2 % — особи молодші 18 років, 62,8 % — особи у віці 18—64 років, 11,0 % — особи у віці 65 років та старші. Медіана віку мешканця становила 39,7 року. На 100 осіб жіночої статі у місті припадало 100,8 чоловіків;  на 100 жінок у віці від 18 років та старших — 97,7 чоловіків також старших 18 років.
Середній дохід на одне домашнє господарство  становив 83 759 доларів США (медіана — 75 714), а середній дохід на одну сім'ю — 89 826 доларів (медіана — 84 286). Медіана доходів становила 50 536 доларів для чоловіків та 46 250 доларів для жінок. За межею бідності перебувало 6,6 % осіб, у тому числі 5,7 % дітей у віці до 18 років та 4,3 % осіб у віці 65 років та старших.
Цивільне працевлаштоване населення становило 250 осіб. Основні галузі зайнятості: освіта, охорона здоров'я та соціальна допомога — 22,4 %, транспорт — 14,4 %, науковці, спеціалісти, менеджери — 10,0 %, виробництво — 8,4 %.